# Cantone di Chaguarpamba
Il Cantone di Chaguarpamba è un cantone dell'Ecuador che si trova nella Provincia di Loja.
Il capoluogo del cantone è Chaguarpamba.